# Noel Mason Smith
Noel Mason Smith (Rockland, Califòrnia, 22 de maig de 1895 − Los Angeles, 20 de setembre de 1955) va ser un director de cinema i guionista estatunidenc. Va dirigir 125 pel·lícules entre 1917 i 1952.

## Filmografia seleccionada
- Tootsies and Tamales (1919)
- Healthy and Happy (1919)
- Yaps and Yokels (1919)
- Mates and Models (1919)
- Squabs and Squabbles (1919)
- Bungs and Bunglers (1919)
- Switches and Sweeties (1919)
- Dames and Dentists (1920)
- Maids and Muslin (1920)
- Squeaks and Squawks (1920)
- The Girl in the Limousine (1924)
- Her Boy Friend (1924)
- Kid Speed (1924)
- The Clash of the Wolves (1925)
- The Flying Mail (1926)
- The Night Patrol (1926)
- The Blue Streak (1926)
- Fangs of Justice (1926)
- Marlie the Killer (1928)
- Fangs of Fate (1928)
- The Law's Lash (1928)
- Scareheads (1931)
- The Fighting Pilot (1935)
- Code of the Secret Service (1939)
- On Dress Parade (1939)
- Secret Service of the Air (1939)
- The Nurse's Secret (1941)
- Cattle Town (1952)